# Picota (música)
La picota es un tipo de género folclórico mexicano, tanto de danza como de música característica del centro de Tamaulipas. Según archivos del gobierno de Tamaulipas, este estilo se originó en la Villa de San Carlos, "enclavada en las serranías que sirvieron de refugio a los grupos indígenas que huían de los colonizadores".
La palabra 'picota' significa "palo alto" o "columna", donde se exponía a la vergüenza pública a los reos al compás marcial del tambor y clarinete. Al paso del tiempo el pueblo adoptó esta música, acoplándola a los ritmos alegres y movidos característicos del estado mexicano de Tamaulipas. Las raíces de este baile están ligadas a los rituales de fertilidad y es por esto que se danza "con los pies descalzos, vistiendo trajes de manta bordados con flores".